# David Conte
David Conte (n. 1955) es el compositor de más de cien trabajos publicados por E. C. Schirmer (Una división de ECS Editorial), incluyendo seis óperas, un musical, trabajos para coro, voz solista, orquesta, música de cámara, órgano, piano, guitarra, y arpa.  Conte ha recibido encargos de Chanticleer, el Coro de la Sinfónica del San Francisco, Coro Universitario de Harvard, el club de los Hombres Glee de la Universidad de Cornell y de la Universidad de Notre Dame, Coros  GALA de las ciudades de San Francisco, Nueva York, Boston, Atlanta, Seattle, y Washington, D. C., la Filarmónica de Dayton, la Sinfónica de Oakland, la Sinfónica de Stockton, la Orquesta Clásica Atlántica, el Gremio americano de Organistas (2004, 2009, 2014, 2015), la Ópera de Sonoma City, y la Fundación Gerbode (para la ópera "América Tropical”). Fue condecorado por  la Asociación de Directores de Corales americana (ACDA) Brock Comisión en 2007.

## Educación y Trayectoria Profesional
David Conte ganó su grado de Bachiller de la universidad del Estado de Bowling Green, donde estudió con Wallace DePue, y sus grados de Maestro y Doctor en la Universidad de Cornell, donde estudió con Karel Husa y Steven Stucky. 
Conte ha sido condecorado como becario Fulbright en París (dónde estudió con Nadia Boulanger), una colaboradora de Ralph Vaughan Williams.  Ha trabajado en las facultades de Universidad de Cornell, Universidad Colgate, y el Centro Interlochen para las Artes. Mientras estaba en Cornell, trabajó como director ayudante y director suplente del Club Glee de la universidad de Cornell, para quien compuso numerosos trabajos.  Desde 1985 ha sido Profesor de Composición y director de Coro en el Conservatorio de Música de San Francisco y compositor-en-Residencia con la compañía de teatro Thick Description desde 1991. En 2010  fue nombrado para la facultad de composición de la Alianza Musical americana europea en París, y en 2011 se unió a la mesa del Fórum de Compositores Americanos. Desde 2014 ha sido el Compositor  Residente de Cappella SF, un coro profesional de San Francisco.
Algunos de su trabajos mejor conocidos incluyen óperas como El Regalo de los Magos, y Los Soñadores (con libreto de Philip Littell),  que le llevó a un encargo para El Viaje (una cantata, 2001). Sus bandas sonoras de película incluyen Orozco: Hombre de Fuego para la serie PBS American Master (2006), y Ballets Russes presentados en los Festivales de cine de Toronto y Sundance(2005). Otros trabajos prominentes incluyen “Fantasía para Orquesta”, y “Un Retrato de Copland” (orquesta), y Soliloquio, y Pastoral y Toccata (órgano).  Muchos de sus trabajos corales han recibido gran aceptación, incluyendo Cantate Domino, Invocación y Baile, Ave Maria, Encantame dormido, Una Exortación y Las Nueve Musas.

## Lista Completa de Trabajos
https://web.archive.org/web/20160301192000/http://www.davidconte.net/works.html

## Óperas
- Los Soñadores
- El Regalo de los Magos
- Firebird Motel
- América Tropical
- Famoso
- Stonewall

## Musicales
- La Pasión de Rita St. James (producida en el Conservatorio de San Francisco  en 2003)

## Bandas Sonoras de Películas
- Ballets Russes ( Festivales de cine de Toronto y Sundance en 2005)
- Orozco: Hombre de Fuego (Serie PBS American Master, 2007)

## Trabajos corales (Lista Parcial)
- Cantata Domino (SATB 1975)
- Cántico (De Tres Piezas Sagradas - TTBB 1982; SATB 1984)
- La Vigilia (SATB 1985)
- Invocación y Baile (TTBB 1986; SATB 1989)
- Ave María (SATB 1991)
- En Elogio de la Música (SSA 1991; SATB 1994)
- Encántame dormido (SATB 1993)
- Elegía Para Matthew (TTBB 1999: SATB 2000)
- Un Villancico de Esperanza (SSAA 2006)
- Las Nueve Musas (ACDA Brock comisión; SATB 2007)
- Un Exhortación (Estrenada en la Fiesta de toma de posesión del Presidente Barack Obama; TTBB, SSAA, SATB 2009)
- Omittamus Studia
- Palabras de despedida
- Hosanna
- Canciones de Amor y Guerra (TTBB 2011)